# Thatayaone Ditlhokwe
Thatayaone Galejewe Ditlhokwe (Gulubane, 21 settembre 1998) è un calciatore botswano, difensore dell'Al-Ittihad Tripoli e della nazionale botswana.

## Carriera

### Club
Ha giocato nel campionato botswano e sudafricano.

### Nazionale
Ha collezionato 17 presenze e 2 reti con la propria nazionale.

## Statistiche

### Cronologia presenze e reti in nazionale
Aggiornato al 9 giugno 2023

| Cronologia completa delle presenze e delle reti in nazionale ― Botswana | Cronologia completa delle presenze e delle reti in nazionale ― Botswana | Cronologia completa delle presenze e delle reti in nazionale ― Botswana | Cronologia completa delle presenze e delle reti in nazionale ― Botswana | Cronologia completa delle presenze e delle reti in nazionale ― Botswana | Cronologia completa delle presenze e delle reti in nazionale ― Botswana | Cronologia completa delle presenze e delle reti in nazionale ― Botswana | Cronologia completa delle presenze e delle reti in nazionale ― Botswana |
| Data                                                                    | Città                                                                   | In casa                                                                 | Risultato                                                               | Ospiti                                                                  | Competizione                                                            | Reti                                                                    | Note                                                                    |
| ----------------------------------------------------------------------- | ----------------------------------------------------------------------- | ----------------------------------------------------------------------- | ----------------------------------------------------------------------- | ----------------------------------------------------------------------- | ----------------------------------------------------------------------- | ----------------------------------------------------------------------- | ----------------------------------------------------------------------- |
| 9-9-2018                                                                | Luanda                                                                  | Angola                                                                  | 1 – 0                                                                   | Botswana                                                                | Qual. Coppa d'Africa 2019                                               | -                                                                       | 81’                                                                     |
| 22-3-2019                                                               | Francistown                                                             | Botswana                                                                | 0 – 1                                                                   | Angola                                                                  | Qual. Coppa d'Africa 2019                                               | -                                                                       |                                                                         |
| 7-9-2019                                                                | Francistown                                                             | Botswana                                                                | 0 – 0                                                                   | Malawi                                                                  | Qual. Mondiali 2022                                                     | -                                                                       |                                                                         |
| 10-9-2019                                                               | Blantyre                                                                | Malawi                                                                  | 1 – 0                                                                   | Botswana                                                                | Qual. Mondiali 2022                                                     | -                                                                       | 79’                                                                     |
| 14-10-2019                                                              | Alessandria d'Egitto                                                    | Egitto                                                                  | 1 – 0                                                                   | Botswana                                                                | Amichevole                                                              | -                                                                       | Cap.                                                                    |
| 14-11-2019                                                              | Harare                                                                  | Zimbabwe                                                                | 0 – 0                                                                   | Botswana                                                                | Qual. Coppa d'Africa 2021                                               | -                                                                       | Cap.                                                                    |
| 18-11-2019                                                              | Gaborone                                                                | Botswana                                                                | 0 – 1                                                                   | Algeria                                                                 | Qual. Coppa d'Africa 2021                                               | -                                                                       | Cap.                                                                    |
| 16-11-2020                                                              | Francistown                                                             | Botswana                                                                | 1 – 0                                                                   | Zambia                                                                  | Qual. Coppa d'Africa 2021                                               | -                                                                       | Cap. 69’                                                                |
| 25-3-2021                                                               | Francistown                                                             | Botswana                                                                | 0 – 1                                                                   | Zimbabwe                                                                | Qual. Coppa d'Africa 2021                                               | -                                                                       | Cap.                                                                    |
| 29-3-2021                                                               | Blida                                                                   | Algeria                                                                 | 5 – 0                                                                   | Botswana                                                                | Qual. Coppa d'Africa 2021                                               | -                                                                       | Cap.                                                                    |
| 1-6-2022                                                                | Bengasi                                                                 | Libia                                                                   | 1 – 0                                                                   | Botswana                                                                | Qual. Coppa d'Africa 2023                                               | -                                                                       | Cap. 84’                                                                |
| 5-6-2022                                                                | Francistown                                                             | Botswana                                                                | 0 – 0                                                                   | Tunisia                                                                 | Qual. Coppa d'Africa 2023                                               | -                                                                       | Cap.                                                                    |
| 27-9-2022                                                               | Johannesburg                                                            | Sudafrica                                                               | 1 – 0                                                                   | Botswana                                                                | Amichevole                                                              | -                                                                       | 45’                                                                     |
| 24-3-2023                                                               | Malabo                                                                  | Guinea Equatoriale                                                      | 2 – 0                                                                   | Botswana                                                                | Qual. Coppa d'Africa 2023                                               | -                                                                       | Cap.                                                                    |
| 28-3-2023                                                               | Francistown                                                             | Botswana                                                                | 2 – 3                                                                   | Guinea Equatoriale                                                      | Qual. Coppa d'Africa 2023                                               | -                                                                       | Cap.                                                                    |
| 17-6-2023                                                               | Francistown                                                             | Botswana                                                                | 1 – 0                                                                   | Libia                                                                   | Qual. Coppa d'Africa 2023                                               | -                                                                       | 45’                                                                     |
| 7-9-2023                                                                | Tunisi                                                                  | Tunisia                                                                 | 3 – 0                                                                   | Botswana                                                                | Qual. Coppa d'Africa 2023                                               | -                                                                       |                                                                         |
| 15-11-2024                                                              | Francistown                                                             | Botswana                                                                | 1 – 1                                                                   | Mauritania                                                              | Qual. Coppa d'Africa 2025                                               | -                                                                       | Cap.                                                                    |
| Totale                                                                  |                                                                         | Presenze                                                                | 18                                                                      |                                                                         | Reti                                                                    | 0                                                                       |                                                                         |

## Palmarès

### Club
- Campionato botswano: 1

Township Rollers: 2018-2019